# Giro de la Romanya
El Giro de la Romanya (en italià Giro di Romagna) és una competició ciclista d'un sol dia que es disputa anualment a la regió d'Emília-Romanya, a Itàlia. La sortida i arribada té lloc a la població de Lugo.
La primera edició es disputà el 1910, sent guanyada per Jean-Baptiste Dortignacq. Des del 2005 la cursa forma part de l'UCI Europe Tour, amb una categoria 1.1.
L'any 2011 la cursa es fusionà amb la Coppa Placci, passant a anomenar-se Giro de la Romanya i Coppa Placci. L'any següent no es disputà. El 2012 la cursa deixà de disputar-se fins que ho tornà a fer el 2024.
Fausto Coppi, amb tres victòries, és el ciclista que més vegades l'ha guanyat.

## Palmarès
| Any                                                            | Vencedor                 | Segon                   | Tercer                            |
| -------------------------------------------------------------- | ------------------------ | ----------------------- | --------------------------------- |
| 1910                                                           | Jean-Baptiste Dortignacq | Mario Bruschera         | Henri Lignon                      |
| 1911                                                           | Giovanni Micheletto      | Pierino Albini          | Giovanni Rossignoli               |
| 1912                                                           | Dario Beni               | Ugo Agostoni            | Pietro Aymo                       |
| 1913                                                           | Angelo Gremo             | Pierino Albini          | Ezio Corlaita                     |
| 1914                                                           | Giovanni Cervi           | Costante Girardengo     | Carlo Durando                     |
| 1915-1920 edicions no realitzades                              |                          |                         |                                   |
| 1921                                                           | Giovanni Roncon          | Adriano Zanaga          | Franco Giorgetti                  |
| 1922                                                           | Costante Girardengo      | Gaetano Belloni         | Giovanni Brunero                  |
| 1923                                                           | Giovanni Brunero         | Pietro Linari           | Bartolomeo Aymo                   |
| 1924                                                           | Luigi Magnotti           | Nino Bregalanti         | Livio Cattel                      |
| 1925                                                           | Angelo Gremo             | Michele Gordini         | Giovanni Trentarossi              |
| 1926                                                           | Costante Girardengo      | Pietro Linari           | Alfredo Binda                     |
| 1927                                                           | Allegro Grandi           | Paolo Zanetti           | Michele Gordini                   |
| 1928                                                           | Antonio Negrini          | Luigi Giacobbe          | Ermanno Vallazza                  |
| 1929                                                           | Alfredo Binda            | Luigi Giacobbe          | Antonio Negrini                   |
| 1930                                                           | Armando Zucchini         | Decimo Dall'Arsina      | Aleardo Simoni                    |
| 1931                                                           | Ettore Meini             | Armando Zucchini        | Remo Bertoni                      |
| 1932-1933 edicions no realitzades                              |                          |                         |                                   |
| 1934                                                           | Aldo Canazza             | Antonio Sella           | Antonio Fraccaroli                |
| 1935                                                           | Learco Guerra            | Gino Bartali            | Rinaldo Gerini                    |
| 1936 edició no realitzada                                      |                          |                         |                                   |
| 1937                                                           | Osvaldo Bailo            | Diego Marabelli         | Renato Scorticati                 |
| 1938                                                           | Pierino Favalli          | Enrico Mollo            | Nello Traggi                      |
| 1939-1942 edicions no realitzades per la Segona Guerra Mundial |                          |                         |                                   |
| 1943                                                           | Mario Fazio              | Elio Bertocchi          | Andrea Giacometti                 |
| 1944-1945 edicions no realitzades                              |                          |                         |                                   |
| 1946                                                           | Fausto Coppi             | Vito Ortelli            | Giovanni Destefanis               |
| 1947                                                           | Fausto Coppi             | Gino Bartali            | Aldo Ronconi                      |
| 1948                                                           | Vito Ortelli             | Luciano Pezzi           | Italo De Zan                      |
| 1949                                                           | Fausto Coppi             | Fiorenzo Magni          | Aldo Ronconi                      |
| 1950                                                           | Livio Isotti             | Giorgio Albani          | Vito Ortelli                      |
| 1951                                                           | Fiorenzo Magni           | Fausto Coppi            | Antonio Bevilacqua                |
| 1952                                                           | Luciano Maggini          | Tranquillo Scudellaro   | Giuseppe Minardi                  |
| 1953                                                           | Giancarlo Astrua         | Rino Benedetti          | Danilo Barozzi                    |
| 1954                                                           | Giuseppe Minardi         | Fiorenzo Crippa         | Renato Ponzini                    |
| 1955                                                           | Fiorenzo Magni           | Fausto Coppi            | Mauro Gianneschi                  |
| 1956                                                           | Pierino Baffi            | Giuseppe Minardi        | Bruno Monti                       |
| 1957                                                           | Ercole Baldini           | Guido Boni              | Angelo Conterno                   |
| 1958                                                           | Carlo Zorzoli            | Italo Mazzacurati       | Alfredo Sabbadin                  |
| 1959                                                           | Silvano Ciampi           | Alfredo Sabbadin        | Arnaldo Pambianco                 |
| 1960                                                           | Giorgio Tinazzi          | Miquel Poblet i Orriols | Rino Benedetti                    |
| 1961                                                           | Adriano Zamboni          | Rino Benedetti          | Walter Martin                     |
| 1962                                                           | Diego Ronchini           | Marino Fontana          | Ercole Baldini                    |
| 1963                                                           | Bruno Mealli             | Pierino Baffi           | Marino Fontana                    |
| 1964                                                           | Adriano Durante          | Franco Bitossi          | Marcello Mugnaini                 |
| 1965                                                           | Dino Zandegù             | Arnaldo Pambianco       | Luciano Armani                    |
| 1966                                                           | Gianni Motta             | Dino Zandegù            | Vito Taccone                      |
| 1967                                                           | Bruno Mealli             | Franco Balmamion        | Giorgio Favaro                    |
| 1968                                                           | Felice Gimondi           | Vito Taccone            | Michele Dancelli                  |
| 1969                                                           | Dino Zandegù             | Gianni Motta            | Vito Taccone                      |
| 1970                                                           | Davide Boifava           | Roberto Poggiali        | Ole Ritter                        |
| 1971                                                           | Franco Bitossi           | Giancarlo Polidori      | Ole Ritter                        |
| 1972                                                           | Pietro Guerra            | Mauro Simonetti         | Wilmo Francioni                   |
| 1973                                                           | Wladimiro Panizza        | Michele Dancelli        | Martín Emilio Rodríguez Gutiérrez |
| 1974                                                           | Franco Bitossi           | Sigfrido Fontanelli     | Enrico Paolini                    |
| 1975 edició no realitzada                                      |                          |                         |                                   |
| 1976                                                           | Gianbattista Baronchelli | Walter Riccomi          | Gianni Di Lorenzo                 |
| 1977                                                           | Roberto Ceruti           | Luciano Borgognoni      | Renato Marchetti                  |
| 1978                                                           | Valerio Lualdi           | Clyde Sefton            | Roberto Visentini                 |
| 1979                                                           | Gianbattista Baronchelli | Valerio Lualdi          | Roberto Visentini                 |
| 1980                                                           | Pierino Gavazzi          | Ludo Peeters            | Vittorio Algeri                   |
| 1981                                                           | Giuseppe Saronni         | Francesco Moser         | Emanuele Bombini                  |
| 1982                                                           | Moreno Argentin          | Emanuele Bombini        | Alfio Vandi                       |
| 1983                                                           | Alfons De Wolf           | Sven-Åke Nilsson        | Palmiro Masciarelli               |
| 1984                                                           | Pierino Gavazzi          | Giovanni Mantovani      | Leo Schönenberger                 |
| 1985                                                           | Claudio Corti            | Marino Amadori          | Fabrizio Vannucci                 |
| 1986                                                           | Lech Piasecki            | Leo Schönenberger       | Walter Magnago                    |
| 1987                                                           | Ezio Moroni              | Pierino Gavazzi         | Maurizio Fondriest                |
| 1988                                                           | Stefan Joho              | Pierino Gavazzi         | Maurizio Fondriest                |
| 1989                                                           | Maximilian Sciandri      | Giuseppe Saronni        | Rolf Sørensen                     |
| 1990                                                           | Maximilian Sciandri      | Fabrizio Fontanelli     | Stefano Giraldi                   |
| 1991                                                           | Franco Ballerini         | Bruno Cenghialta        | Antonio Fanelli                   |
| 1992                                                           | Beat Zberg               | Davide Rebellin         | Davide Cassani                    |
| 1993                                                           | Pascal Richard           | Marco Saligari          | Giorgio Furlan                    |
| 1994                                                           | Roberto Petito           | Piotr Ugriúmov          | Aleksandr Xefer                   |
| 1995                                                           | Davide Cassani           | Maurizio Fondriest      | Francesco Casagrande              |
| 1996                                                           | Andrea Ferrigato         | Michele Bartoli         | Oscar Pelliccioli                 |
| 1997                                                           | Francesco Casagrande     | Roberto Caruso          | Carlo Finco                       |
| 1998                                                           | Michele Bartoli          | Germano Pierdomenico    | Stefano Cecchin                   |
| 1999                                                           | Roberto Conti            | Alekszandr Vinokurov    | Francesco Casagrande              |
| 2000                                                           | Dmitri Konyschew         | Paolo Bettini           | Matteo Tosatto                    |
| 2001                                                           | Davide Rebellin          | Daniele Nardello        | Ruggero Borghi                    |
| 2002                                                           | Gianluca Bortolami       | Fabiano Fontanelli      | Mauro Radaelli                    |
| 2003                                                           | Fabio Sacchi             | Eddy Serri              | Eddy Ratti                        |
| 2004                                                           | Gianluca Bortolami       | Matteo Tosatto          | Fabian Wegmann                    |
| 2005                                                           | Danilo Napolitano        | Daniele Bennati         | Graeme Brown                      |
| 2006                                                           | Santo Anzà               | Niklas Axelsson         | Raffaele Ferrara                  |
| 2007                                                           | Eddy Serri               | Marco Marcato           | Luca Paolini                      |
| 2008                                                           | Enrico Gasparotto        | Francesco Reda          | Christian Pfannberger             |
| 2009                                                           | Murilo Antonio Fischer   | Enrico Rossi            | Francesco Gavazzi                 |
| 2010                                                           | Patrik Sinkewitz         | Domenico Pozzovivo      | Giovanni Visconti                 |
| 2011                                                           | Oscar Gatto              | Simone Ponzi            | Enrico Battaglin                  |
| 2012-2023 edicions no realitzades                              |                          |                         |                                   |
| 2024                                                           | António Morgado          | Joan Bou                | Mattia Bais                       |
| 2025                                                           |                          |                         |                                   |

## Refeències
1. ↑  Calendari de l'UCI Europe Tour 2011 a uci.ch
2. ↑  «Calendario 2024, potrebbero tornare due corse storiche come il Giro della Romagna e la Settimana Ciclistica Lombarda» (en italiano), 21-10-2023. [Consulta: 20 abril 2024].